# Haus Schnoor 15

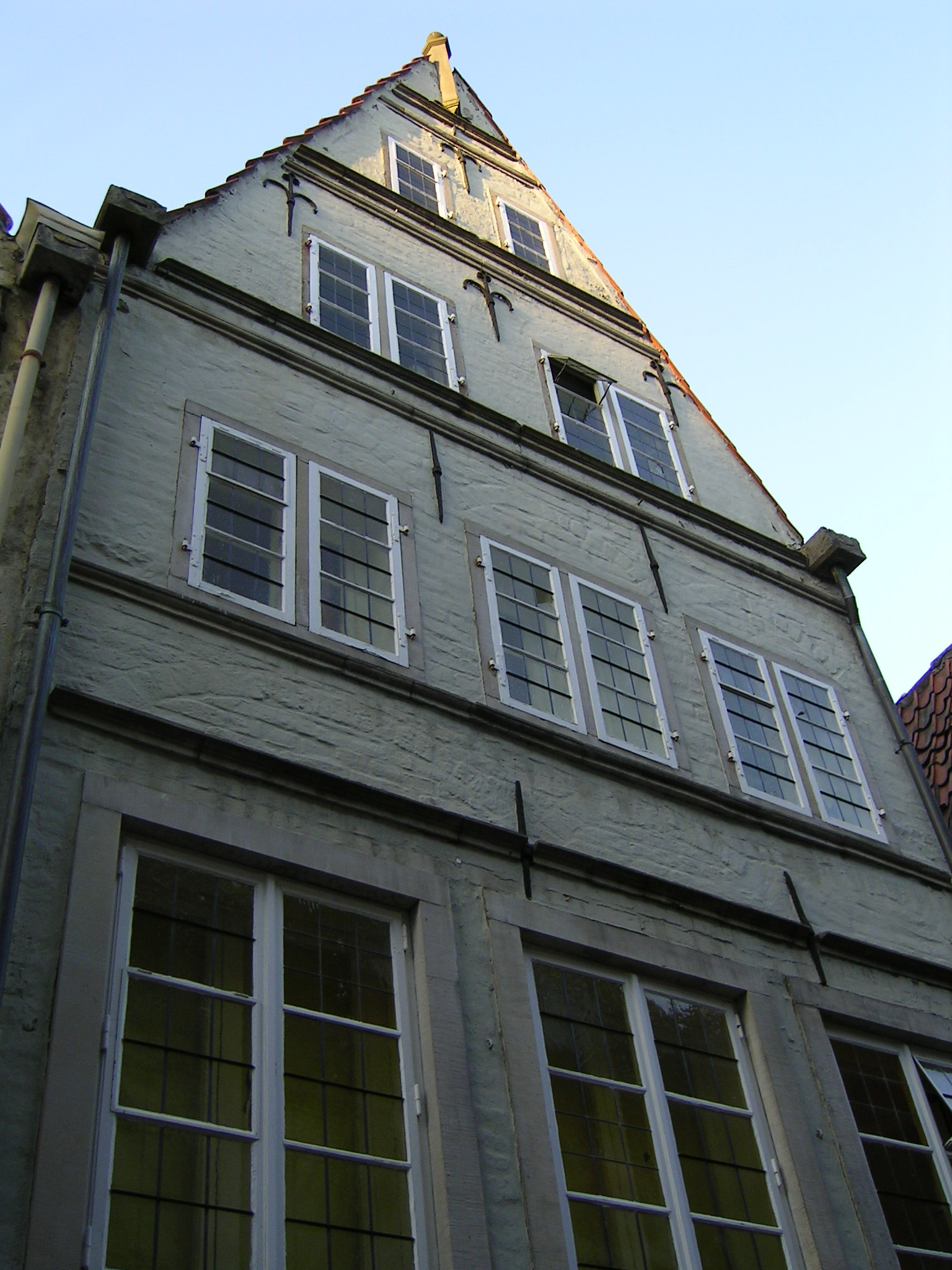
Schnoor 15

Das Haus Schnoor 15, auch Brasilhaus genannt, ist in Bremen ein bekanntes Baudenkmal im kleinen Altstadtquartier Schnoor. Es ist nach dem Packhaus Schnoor 2 von 1401 das älteste noch erhaltene profane Haus im  Schnoor.
Das Gebäude steht seit 1995 unter Bremischen Denkmalschutz.

## Geschichte

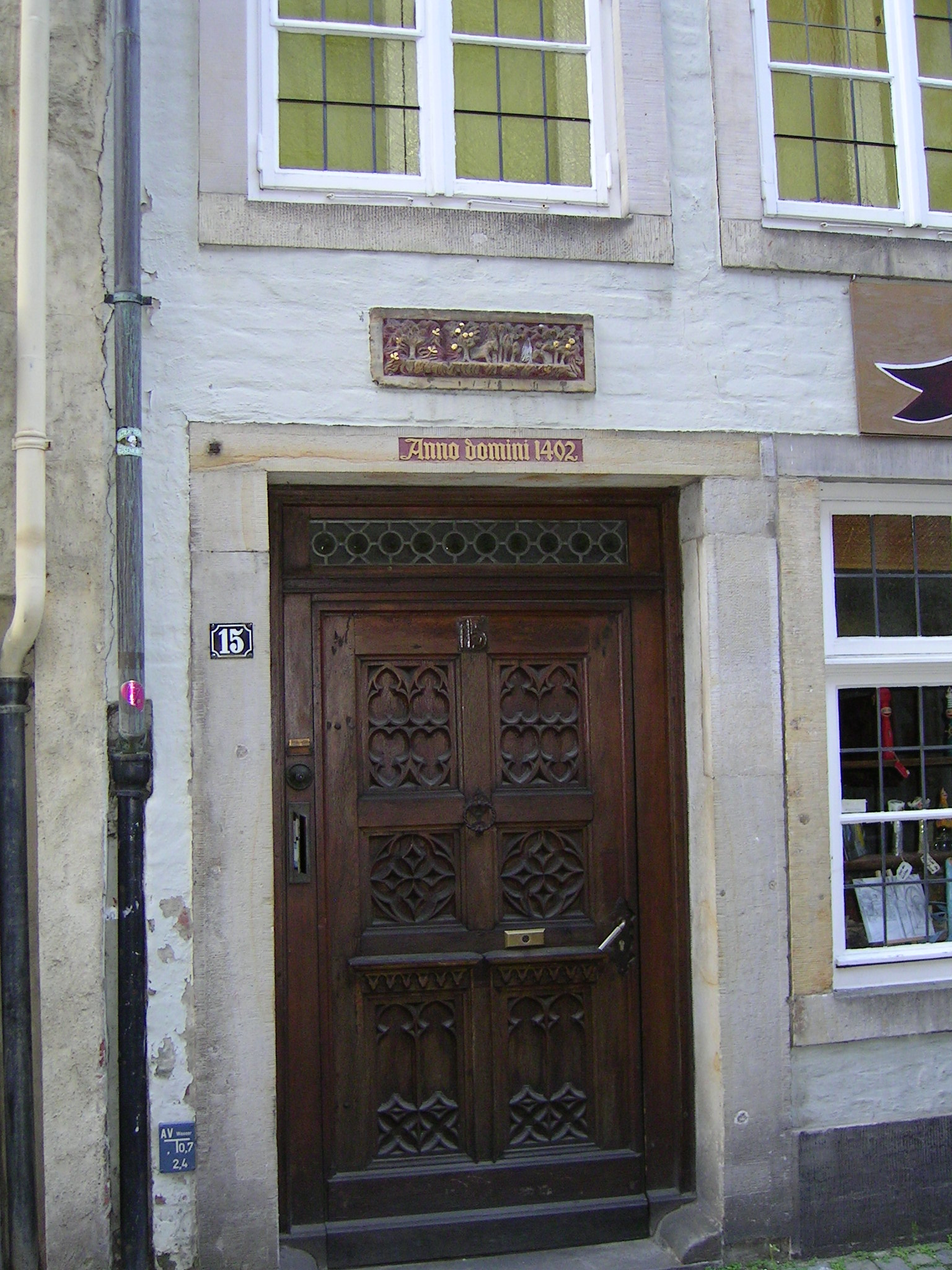
Eingang Nr. 15

Schnoor 15 wurde 1402 als gotisches, dreigeschossiges Giebelhaus mit Satteldach gebaut. Es erfolgten 1512, 1859 und 1960 Umbauten und danach weitere Sanierungen an dem früheren Wohnhaus. Die heute weiß gestrichene Backsteinfassaden und im Inneren die alten Gewölbe und Säulen mit historischem Dekor prägen das Gebäude.
Das Haus wurde in einer Zeit gebaut, als der erste steinerne Bremer Roland von 1404 und das gotische Bremer Rathaus von 1405 bis 1410 in der Reichsstadt Bremen entstanden.
Die Balge, ein kleiner rechter Seitenarm der Weser, verlief direkt vor dem Schnoorviertel. Deshalb lebten im Arme-Leute-Viertel in den kleinen Schnoorhäusern früher Flussfischer und Schiffer, aber auch einfache Handwerker. Im Mittelalter  war die Balge noch ein größerer Wasserlauf der Stadt, die im Laufe der Jahrhunderte versandete, 1608 kanalisiert und 1838 ganz zugeschüttet wurde.
Am Beginn des 19. Jahrhunderts gab es einen intensiven Handel zwischen Bremen und Brasilien und die Stadt wurde zu einer Hochburg der Zigarrenmacher. In vielen Häusern wohnten Zigarrenmacher. Der Besitzer des Hauses 15 benannte es nach den berühmten Zigarren aus Brasilien als Bremer Brasilhaus und verkaufte Kolonialwaren im Erdgeschoss. 
Das Haus Schnoor 15 wurde im Laufe der Zeit von verschiedenen Gewerbetreibenden genutzt, die oberen Stockwerke sind bewohnt. Bis Mitte des Jahres 2010 wurde das Erdgeschoss von einer Künstlergruppe genutzt, die als Galerie Artemis firmierten und dann in das Schifferhaus umzogen, seit 2012 befindet sich die Galerie Art 15 im Erdgeschoss.
Der niederdeutsche Straßenname Schnoor (Snoor) bedeutet Schnur: Hier stehen die Häuser wie an einer Schnur aufgereiht. Der Name verweist jedoch auf das Schiffshandwerk und die Herstellung von Seilen und Tauen (= Schnur).